# Трансляция у прокариот
Трансля́ция у прокарио́т — процесс синтеза белка на матрице мРНК, происходящий в клетках прокариотических организмов. В отличие от аналогичного процесса у эукариот, в трансляции у прокариот принимает участие рибосома 70S, а первой (инициаторной) аминокислотой выступает формилметионин, а не метионин.

## Строение прокариотической рибосомы

Схема РНК-связывающих участков рибосомы. Буквами обозначены участки связывания тРНК. А — аминоацил-тРНК-связывающий участок (aminoacyl-tRNA), Р — пептидил-тРНК-связывающий участок (peptidyl-tRNA), Е — участок отсоединения тРНК от рибосомы (exit)

Принципиально строение прокариотической рибосомы не отличается от эукариотической, однако прокариотическая рибосома имеет меньшую массу: 2500 кДа против 4200 кДа у эукариот. И у тех, и у других рибосома состоит из большой и малой субъединиц, которые подогнаны одна к другой. Малая субъединица служит каркасом, на котором молекулы тРНК могут быть сопоставлены с кодонами мРНК, а большая субъединица катализирует образование пептидных связей между аминокислотами. Полная (70S) прокариотическая рибосома состоит из субъединиц 50S и 30S, которые состоят из молекул рибосомных РНК (рРНК) и белков. В состав большой (50S) субъединицы массой 1600 кДа входят 5S рРНК длиной 120 нуклеотидов и 23S рРНК длиной 2900 нуклеотидов, а также 34 белка. Малую субъединицу (30S) массой 900 кДа составляет 16S рРНК длиной 1540 нуклеотидов и 21 белок. Две субъединицы объединяются на стадии инициации около 5'-конца мРНК и находятся в объединённом состоянии, только когда рибосома занята синтезом белка, а в остальное время отделены друг от друга. Рибосома бактериальных клеток работает быстрее, чем рибосома эукариот, и может присоединять 20 аминокислот в секунду. Рибосома содержит 4 сайта связывания с РНК: сайт связывания с мРНК, а также А-, Р- и Е-сайты, которые предназначены для связывания с тРНК. Об их функциях и осуществляемых реакциях будет написано ниже.

## Основные этапы

Трансляция (нажмите для просмотра)

Как и у эукариот, у прокариот выделяют три основных этапа трансляции: инициация, элонгация и терминация.

### Инициация
Инициация трансляции у прокариот обслуживается белковыми факторами инициации IF (от англ. initiation factors). У бактерий существуют три фактора: IF-1, IF-2, IF-3. IF-2 обладает ГТФазной активностью и играет важнейшую роль в связывании инициаторной аминоацил-тРНК (тРНК с присоединённой аминокислотой). Факторы IF-1 и IF-2 влияют на конформацию малой субъединицы, помогая ей связываться с тРНКfMet, переносящей формилметионин. Как правило, она связывается со старт-кодоном AUG, но иногда в роли старт-кодона выступает кодон CUG, кодирующий валин. Комплементарно спариваясь со старт-кодоном, тРНКfMet задаёт рамку считывания. Выбор старт-кодона осуществляется при связывании малой субъединицы с мРНК, причём инициаторная тРНКfMet связывается с малой субъединицей в комплексе с факторами инициации и ГТФ. Выбор стартового кодона у бактерий происходит с участием последовательности Шайна — Дальгарно — короткой последовательности длиной 5—8 нуклеотидов, обогащённой пуриновыми основаниями и комплементарно связывающейся с обогащённой пиримидинами областью 16S рРНК, входящей в состав малой субъединицы. Когда комплекс малой субъединицы с мРНК и тРНКfMet образовался, факторы IF-3 и IF-1 покидают его, уступая место большой субъединице, присоединение которой завершает сборку рибосомы прокариот. При присоединении большой субъединицы формируются Р- и А-сайты. Далее фактор IF-2 гидролизует ГТФ, и выделившаяся энергия расходуется на стабилизацию тРНКfMet в Р-сайте рибосомы.

### Элонгация

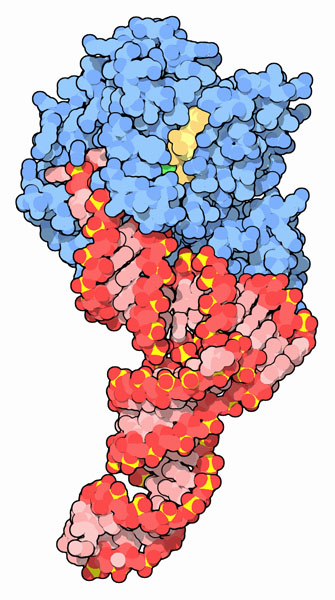
Структура тройственного комплекса: EF-Tu (синий цвет), тРНК (красный) и ГТФ (жёлтый)

У бактерий в элонгации ключевую роль играют особые белковые факторы — EF-Tu и EF-G, называемые факторами элонгации. Сначала EF-Tu одновременно связывает ГТФ и молекулы аминоацил-тРНК, образуя тройственный комплекс. Фактор EF-Tu обеспечивает точность трансляции несколькими способами. Во-первых, когда EF-Tu препровождает до рибосомы аминоацил-тРНК, он проверяет соответствие тРНК и несомой аминокислоты. Во-вторых, он отслеживает первичное взаимодействие между антикодоном подходящей аминоацил-тРНК и кодоном мРНК в А-сайте. Когда аминоацил-тРНК находится в комплексе с EF-Tu, связанным с ГТФ, то она изогнута так, что её антикодон может связаться с кодоном мРНК, но аминокислота не может быть включена в белковую цепь. Однако в случае правильного соответствия кодона и антикодона рибосома запускает быстрый гидролиз ГТФ, после которого EF-Tu отсоединяется от тРНК и рибосомы, так что аминокислота может быть включена в цепь. Отделившийся EF-Tu, связанный с ГДФ, обменивает свой ГДФ на ГТФ при участии ещё одного фактора элонгации, EF-Ts, который катализирует отделение ГДФ от EF-Tu.
Вновь поступившая аминокислота, связанная с тРНК, оказывается в А-сайте рибосомы. В это время в Р-сайте рибосомы находится тРНК, к которой прикреплён синтезированный участок пептида (или инициаторная аминокислота). В Р-сайте рибосомы происходит пептидилтрансферазная реакция, при которой аминокислота из А-сайта присоединяется к пептиду. Таким образом, после этой реакции в Р-сайте оказывается пустая молекула тРНК, а в А-сайте находится тРНК, связанная с пептидом. После этого большая субъединица рибосомы смещается относительно малой на три нуклеотида, и пустая тРНК оказывается в Е-сайте, откуда она покидает рибосому и отправляется за следующей молекулой аминокислоты, а синтезированный пептид, связанный с тРНК, оказывается в Р-сайте; А-сайт же освобождается для новой аминоацил-тРНК. Смещение большой субъединицы (транслокация) требует гидролиза ГТФ, который осуществляет белок EF-G, связывающийся с опустевшим А-сайтом.
В элонгации участвует также фактор элонгации P (EF-P), который запускает движение рибосом, застрявших на участках, кодирующих последовательно несколько пролинов. Затруднения рибосом на таких участках связаны с тем, что при образовании пептидной связи пролин является плохим акцептором, когда он находится в А-сайте рибосомы, и плохим донором, когда он находится в P-сайте
У первого на N-конце белка аминокислотного остатка формилметионина сначала отщепляется формильная группа при помощи пептид-деформилазы, затем N-терминальный метиониновый остаток отщепляется при участии метионин-аминопептидазы.

### Терминация
У бактерий в терминации трансляции принимают участие три белковых фактора: RF-1, RF-2 и RF-3 (англ., RF — release factor), которые распознают стоп-кодоны в мРНК: RF-1 узнаёт кодоны UAG и UAA, а RF-2 распознаёт UAA и UGA. Фактор RF-3 выполняет вспомогательную работу. Трёхмерная структура RF-1 и RF-2 напоминает формой и распределением заряда тРНК и, таким образом, представляют собой пример молекулярной мимикрии. Когда в А-сайт рибосомы попадает стоп-кодон, с ней связывается соответствующий RF-фактор и тем самым блокирует присоединение аминоацил-тРНК. Кроме того, в клетках обычно нет тРНК, комплементарных стоп-кодонам. RF стимулируют пептидилэстеразную активность рибосомы, что приводит к гидролизу связи между С-концом новосинтезированного пептида и тРНК. В результате белок удаляется из рибосомы, и она сама диссоциирует на большую и малую субъединицу. Терминация трансляции происходит с участием ГТФ, который выступает в роли аллостерического регулятора активности RF.
мРНК бактерий обычно полицистронны, то есть содержат несколько старт- и стоп-кодонов. Хотя рибосома бактерий и распознаёт терминирующие кодоны, она может продолжить движение по мРНК и начать трансляцию следующей кодирующей области.

## Регуляция
Когда бактериальные клетки израсходуют все питательные вещества, имеющиеся в среде, они вступают в стационарную фазу и подавляют синтез белков. Этот переход регулируется несколькими процессами. Например, у Escherichia coli рибосомы 70S образуют димеры 90S под действием маленького белка массой 6,5 кДа, известного как RMF (англ. ribosome modulation factor). Промежуточные рибосомные димеры могут далее связываться с белком HPF (англ. hibernation promotion factor) массой 10,8 кДа и далее образовать рибосомную частицу 100S, при которой поверхность димеризации представлена двумя 30S-субъединицами из двух димеризующихся рибосом. Рибосомные димеры трансляционно неактивны. Третий белок, который может связываться с рибосомами E. coli при вступлении в стационарную фазу, — YfiA (ранее известный как RaiA). HPF и YfiA структурно схожи, и оба белка могут связываться с каталитическими сайтами А и Р рибосомы. RMF мешает связыванию рибосом с мРНК, так как он предотвращает взаимодействие мРНК и 16S рРНК. Когда С-концевой домен YfiA мешает связыванию RMF, то предотвращается димеризация рибосом и образуются трансляционно неактивные мономерные 70S-рибосомы.

Механизм диссоциации рибосомы под действием RsfS (= RsfA)

Белок RsfS (ранее известный как RsfA или YbeB) блокирует соединение двух рибосомных субъединиц. RsfS связывается с L14 — белком большой рибосомной субъединицы, блокируя связывание её с малой субъединицей и тем самым замедляя или сводя на нет трансляцию. Белки RsfS встречаются у бактерий (но не архей), а их гомологи имеются в митохондриях и хлоропластах (где они называются C7orf30 и iojap соответственно). Однако пути регуляции экспрессии и активности RsfS неизвестны.
Ещё один фактор диссоциации рибосомы у E. coli — HflX, который активируется тепловым шоком и способствует диссоциации собранных рибосом, а также препятствует сборке несобранных. N-концевой домен HflX связывается с пептидилтрансферазным центром и вызывает значительные изменения в центральном межсубъединичном мостике, способствуя диссоциации рибосомы.

## Антибиотики, влияющие на трансляцию у бактерий
Некоторые антибиотики оказывают свое действие, воздействуя на процесс трансляции. Механизмы трансляции у эукариот и прокариот имеют  различия, позволяющие избирательно подавлять синтез белка в бактериях. Например, тетрациклин блокирует связывание аминоацил-тРНК с А-сайтом бактериальной рибосомы, а хлорамфеникол блокирует пептидил-трансферазную реакцию.